# شعيب الرسيس
شعيب الرسيس هو شعيب في بادية الصهب من بلاد بلقرن في مركز عفراء في محافظة بلقرن يسيل منها حتى يرفد وادي تبالة.